# Jon Jones
Jon Jones właściwie Jonathan Dwight Jones (ur. 19 lipca 1987 w Rochester) – amerykański zawodnik mieszanych sztuk walki (MMA). Były mistrz UFC w wadze półciężkiej w latach 2011–2015 i 2018–2020 oraz w latach 2023-2025 był mistrzem w wadze ciężkiej.
Jones został najmłodszym mistrzem w historii UFC po zwycięstwie nad Maurício Ruą w wieku 23 lat. Posiada wiele rekordów UFC w wadze półciężkiej, w tym najwięcej obron tytułu, najwięcej zwycięstw i najdłuższą passę zwycięstw. Przez większą część swojego panowania w mistrzostwach był powszechnie uważany za najlepszego zawodnika na świecie. Jego jedyną porażką zawodową jest kontrowersyjna dyskwalifikacja przeciwko Mattowi Hamillowi; wynik zakwestionowany przez Hamilla i prezydenta UFC Danę White’a.

## Wczesne życie
Jon Jones urodził się 19 lipca 1987 w Rochester, w stanie Nowy Jork. Jego ojciec Arthur jest pastorem w Mount Sinai Church of God in Christ w Binghamton. Arthur zniechęcał Jona do walk. Matka Jona, Camille, zmarła w 2017 roku w wieku 55 lat, po długiej walce z cukrzycą.
Jon był jednym z czworga dzieci. Jego starszy brat, Arthur, jest byłym graczem futbolu amerykańskiego, który grał dla klubu Baltimore Ravens, Indianapolis Colts i Washington Redskins, a jego młodszy brat, Chandler, jest zewnętrznym linebackerem w klubie Arizona Cardinals. Jego starsza siostra, Carmen, zmarła na guza mózgu przed swoimi osiemnastymi urodzinami.

## Kariera MMA

### Wczesna kariera
Jones zadebiutował w MMA w kwietniu 2008 roku. W ciągu trzech miesięcy zgromadził niepokonany rekord 6–0, wygrywając przed czasem. W swojej ostatniej walce przed podpisaniem kontraktu z UFC Jones pokonał Moysesa Gabina na BCX 5 o mistrzostwo USKBA w wadze półciężkiej. Wygrał walkę przez TKO w drugiej rundzie.

### UFC

#### Debiut i awans do statusu pretendenta
Po zdobyciu pasa podpisał kontrakt z Ultimate Fighting Championship (UFC) – największą organizacją MMA na świecie. Zadebiutował w niej w sierpniu 2008 roku w wygranym pojedynku z Brazylijczykiem Andre Gusmao (UFC 87).
Po zwycięstwach w dwóch kolejnych walkach, zmierzył się w grudniu 2009 z Mattem Hamillem. Mimo że osiągnął znaczną przewagę nad rywalem, przegrał przez dyskwalifikację, gdy pod koniec pierwszej rundy zadał niezgodny z regułami cios łokciem. Była to jego pierwsza i jak dotąd jedyna porażka w karierze MMA.

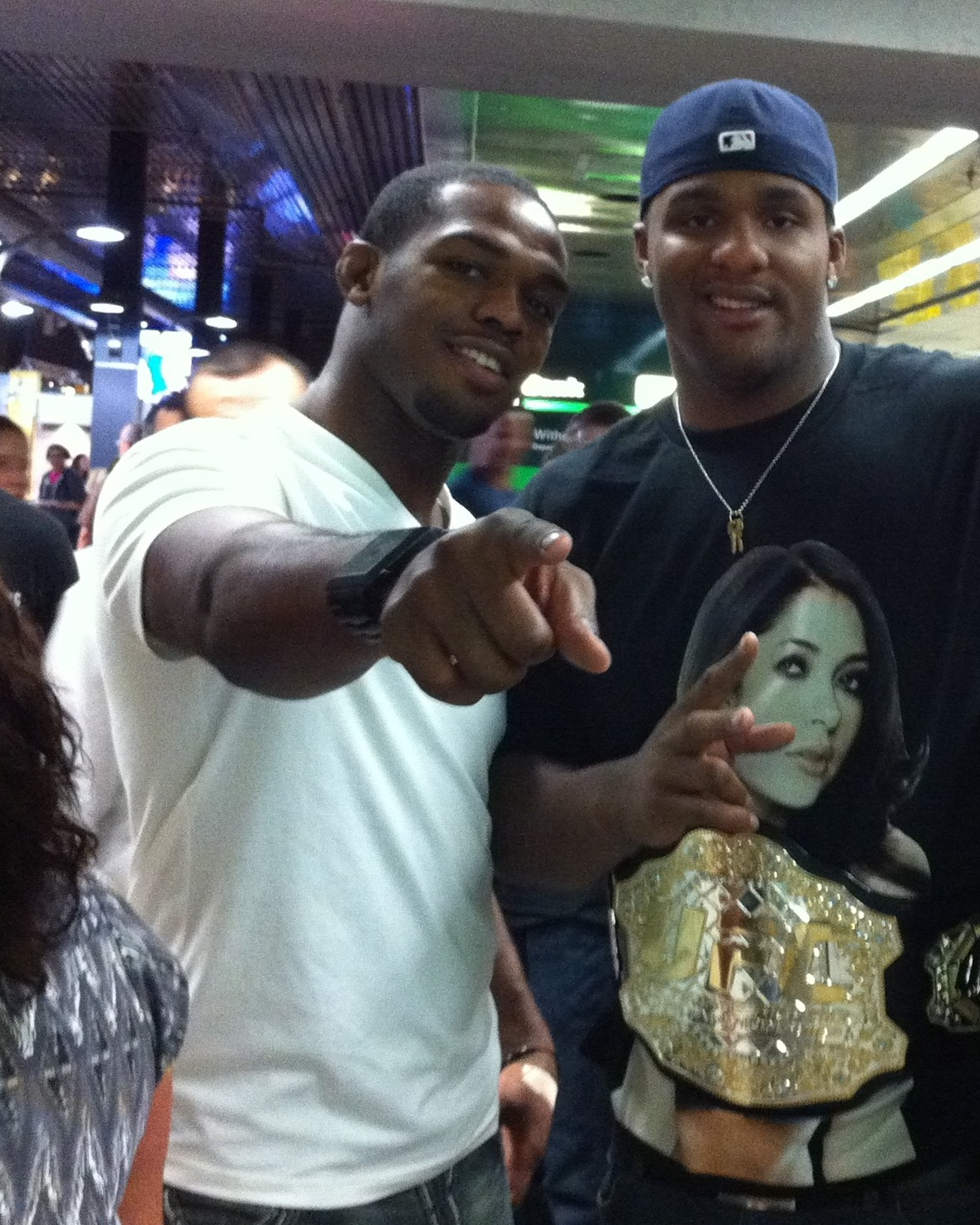
Jones i koszykarz Glen Davis w 2010 roku

W kolejnych trzech walkach odniósł szybkie zwycięstwa przed czasem nad Brandonem Verą, Uładzimirem Maciuszenką i Ryanem Baderem, dzięki czemu otrzymał szansę walki z mistrzem UFC w wadze półciężkiej, Maurício Ruą. 

#### Mistrz wagi półciężkiej
Jones przystąpił do walki o mistrzostwo wagi półciężkiej 19 marca 2011 w Newark, podczas gali UFC 128. Jones od początku pojedynku przejął inicjatywę, doprowadzając do obalenia Brazylijczyka, a następnie kontrolując walkę w parterze. Pod znakiem jego dominacji stała również druga runda. W końcu, w trzeciej doprowadził do nokdaunu Ruy ciosem sierpowym w wątrobę. Chwilę potem sędzia ringowy zdecydował się zatrzymać walkę, ogłaszając zwycięstwo Amerykanina przez TKO. Tym samym Jones w wieku 23 lat został najmłodszym mistrzem w historii UFC.
W swojej pierwszej obronie tytułu, 24 września 2011 roku na gali UFC 135, pokonał przez poddanie byłego mistrza wagi półciężkiej, Quintona Jacksona. Od samego początku kontrolował walkę, wykorzystując przewagę warunków fizycznych oraz wykonując efektowne niskie i wysokie kopnięcia. W 4. rundzie, po uzyskaniu obalenia, poddał rywala, dusząc go zza pleców. 10 grudnia 2011 roku na UFC 140 po raz drugi obronił pas mistrzowski, poddając Brazylijczyka Lyoto Machidę duszeniem gilotynowym. 
21 kwietnia 2012 na gali UFC 145, w trzeciej obronie tytułu wygrał przez jednogłośną decyzję ze swoim byłym sparingpartnerem, Rashadem Evansem – była to pierwsza walka Jonesa trwająca 5 rund.
Kolejnym jego przeciwnikiem miał być Dan Henderson gali UFC 151, ale Henderson nie mógł wystąpić z uwagi na kontuzję kolana nabytą siedem dni przed galą. Chael Sonnen jako jedyny zaproponował, że pomimo krótkiego okresu będzie walczył z Jonem Jonesem, ale Jones odmówił, tłumacząc, że nie jest to dobre dla jego kariery. Z powodu odmowy Jonesa galę UFC 151 odwołano. Jones przyjął ofertę walki z Vitorem Belfortem na UFC 152 i ostatecznie zwyciężył przez poddanie (klucz na rękę – americana) w 4. rundzie.
Podczas kwietniowej gali UFC 159 zmierzył się z Chaelem Sonnenem, który chciał walczyć z Jonesem podczas UFC 151 w zastępstwie kontuzjowanego Dana Hendersona. Jones już w pierwszej rundzie obalił Sonnena i obijał swojego rywala w parterze; sędzia przerwał walkę i ogłosił zwycięstwo Jonesa przez nokaut techniczny. Podczas próby sprowadzenia przeciwnika do parteru złamał duży palec u lewej stopy. W swojej kolejnej obronie pasa 21 września 2013 podczas gali UFC 165 w Toronto zmierzył się ze Szwedem Alexandrem Gustafssonem wygrywając jednogłośną decyzją sędziów.
26 kwietnia 2014 na UFC 172 Bones wygrał jednogłośnie na punkty pięciorundowy pojedynek z Gloverem Teixeirą. Następnym sukcesem okazała się wygrana z dotąd niezwyciężonym Danielem „DC” Cormierem 3 stycznia 2015 na UFC 182, z którym zwyciężył jednogłośnie na punkty.

#### Pierwsze zawieszenie i powrót
W kwietniu 2015 w związku z skazaniem za potrącenie i ucieczkę z miejsca wypadku prezydent UFC Dana White zadecydował o zawieszeniu sportowca w prawach zawodnika UFC oraz o odebraniu Jonesowi pasa mistrzowskiego w wadze półciężkiej. Jones nie wystąpił też w walce wieczoru na UFC 187, gdzie miał po raz kolejny bronić tytułu. Na gali UFC 187 o tytuł mistrza wagi półciężkiej stoczyli ze sobą pojedynek Anthony Johnson oraz Daniel Cormier. Ponadto firma Reebok zerwała w trybie natychmiastowym kontrakt sponsorski z Jonesem. 29 września 2015 Jones przyznał się do spowodowania i ucieczki z miejsca wypadku. Nałożono na niego 18 miesięczny dozór policyjny oraz zobowiązano go do odbycia 72 godzin prac społecznych i charytatywnych.
23 kwietnia 2016 stoczył wygrany pojedynek na punkty z Ovince Saint Preux o tymczasowe mistrzostwo kategorii półciężkiej. 

#### Drugie zawieszenie i powrót
Jego kolejny pojedynek zaplanowano na 9 lipca 2016, gdzie podczas jubileuszowej gali UFC 200 miał zmierzyć się z Danielem Cormierem o zunifikowane mistrzostwo UFC w wadze półciężkiej, jednak ostatecznie do walki nie doszło, gdyż 7 lipca 2016 Jones został usunięty z karty walk gali. Powodem jego usunięcia było potencjalne naruszenie zasad polityki antydopingowej USADA.
7 listopada 2016 komisja zawiesiła Jonesa na rok w związku z pozytywnym wynikiem antydopingowym, który wykazał w jego organizmie zabronione substancję, klomifen i letrozol. Ponadto został mu odebrany tymczasowy pas wagi półciężkiej.

#### Trzecie zawieszenie i powrót
Po odbyciu zawieszenia 29 lipca 2017 na UFC 214 stoczył zaległy pojedynek z Cormierem o mistrzostwo wagi półciężkiej, który ostatecznie wygrał, nokautując obrońce tytułu w trzeciej rundzie.
22 sierpnia 2017 amerykańskie media branżowe poinformowały o ponownym naruszeniu polityki antydopingowej przez Jonesa. 13 września 2017 USADA potwierdziła, że w próbce Jonesa, którą oddał zaraz przed galą UFC 214, znaleziono zabronioną substancję – turinabol. W związku z recydywą Komisja Sportowa Stanu Kalifornia ukarała Jonesa odebraniem pasa mistrzowskiego oraz zmianą wyniku walki na nierozstrzygnięty. W związku z tą sytuacją, tytuł wagi półciężkiej UFC został przywrócony dla Cormiera. Ponadto Jones'owi groziło czteroletnie zawieszenie, które ostatecznie zostało zredukowane do 15 miesięcy.

#### Drugie panowanie w wadze półciężkiej
W październiku 2018 roku, ogłoszono, że Jones powróci 29 grudnia 2018 podczas gali UFC 232, na której zmierzył się w rewanżu z Alexandrem Gustafssonem o wakujący pas mistrza UFC w wadze półciężkiej. Jones pokonał Gustafssona przez techniczny nokaut w trzeciej rundzie, zdobywając po raz drugi tytuł. 
W pierwszej obronie swojego drugiego panowania mistrzowskiego zmierzył się z Anthonym Smithem 2 marca 2019 podczas walki wieczoru gali UFC 235.  Zdominował walkę, ale w czwartej rundzie odjęto mu dwa punkty po trafieniu Smitha nielegalnym kolanem w głowę. Wygrał walkę jednogłośną decyzją sędziów, 48–44 na kartach punktowych u wszystkich trzech sędziów.
6 lipca 2019 roku w walce wieczoru gali UFC 239, zmierzył się z Thiago Santosem. Po pięciu rundach zwyciężył bliską batalię niejednogłośnie na punkty (48–47, 47–48 i 48–47), broniąc tytułu po raz drugi. 
8 lutego 2020 podczas gali UFC 247 w Houston, pokonał po wyrównanej walce jednogłośnie na punkty Dominicka Reyesa i po raz trzeci obronił mistrzowski pas UFC w wadze półciężkiej.

#### Nieporozumienie z UFC i przejście do wagi ciężkiej
Po konflikcie z prezydentem UFC, Daną White'em o wynagrodzenie w maju 2020 roku, Jones powiedział, że zwakował mistrzostwo UFC w wadze półciężkiej. Celował w walkę z pretendentem wagi ciężkiej Francisem Ngannou i według White'a chciał „pieniędzy Deontaya Wildera”, odnosząc się do zgłoszonych przez Wildera zarobków w wysokości 25–30 milionów dolarów w jego rewanżu z Tysonem Furym, który odbył się w lutym 2020 roku. 15 sierpnia 2020 roku ogłosił w mediach społecznościowych, że zrzeka się mistrzostwa wagi półciężkiej, a także wyraził chęć przejścia do wagi ciężkiej.

#### Mistrz wagi ciężkiej UFC
Po ponad 3 latach od jego ostatniej walki, 4 marca 2023 roku na UFC 285 zmierzył się z Francuzem, Cirylem Gane'em o wakujące mistrzostwo wagi ciężkiej UFC. Jones po nieco ponad dwóch minutach poddał gilotyną Gane'a, zdobywając pas mistrza w królewskiej kategorii wagowej. Po tej walce Jones zgarnął bonus w kategorii występ wieczoru.
Oczekiwano, że w pierwszej obronie mistrzowskiego pasa, 11 listopada 2023 roku na gali UFC 295 zmierzy się z byłym mistrzem wagi ciężkiej, Stipe Miociciem. Pod koniec października tego samego roku ogłoszono, że Jones został zmuszony wycofać się z powodu kontuzji barku. Do walki Jonesa z Miociciem doszło rok później podczas gali UFC 309, która odbyła się 16 listopada 2024 w Nowym Jorku. Wygrał walkę przez techniczny nokaut poprzez obrotowe kopnięcie na korpus rywala, po którym dobił go ciosami w trzeciej rundzie. Ta walka przyniosła mu kolejną nagrodę za występ wieczoru.

#### Zakończenie kariery
22 czerwca 2025 Dana White, poinformował, że Jon Jones zakończył karierę. Pełnoprawnym mistrzem wagi ciężkiej został dotychczasowy mistrz tymczasowy, Tom Aspinall. Jeszcze tego samego dnia Jones wydał oświadczenie, w którym potwierdził swoją decyzję i podziękował za lata kariery. Kilka dni później został oficjalnie usunięty z rankingu zawodników wagi ciężkiej UFC oraz najlepszych zawodników bez podziału na kategorie wagowe.

## Trening

Jon Jones kopie worek treningowy na treningu.

W przeszłości trenował w klubie BombSquad w Cortland, potem krótko w Tristar Gym w Montrealu, a obecnie w Jackson's MMA w Albuquerque. Podczas swojego zawieszenia w UFC trenował między innymi trójbój siłowy.

## Styl walki

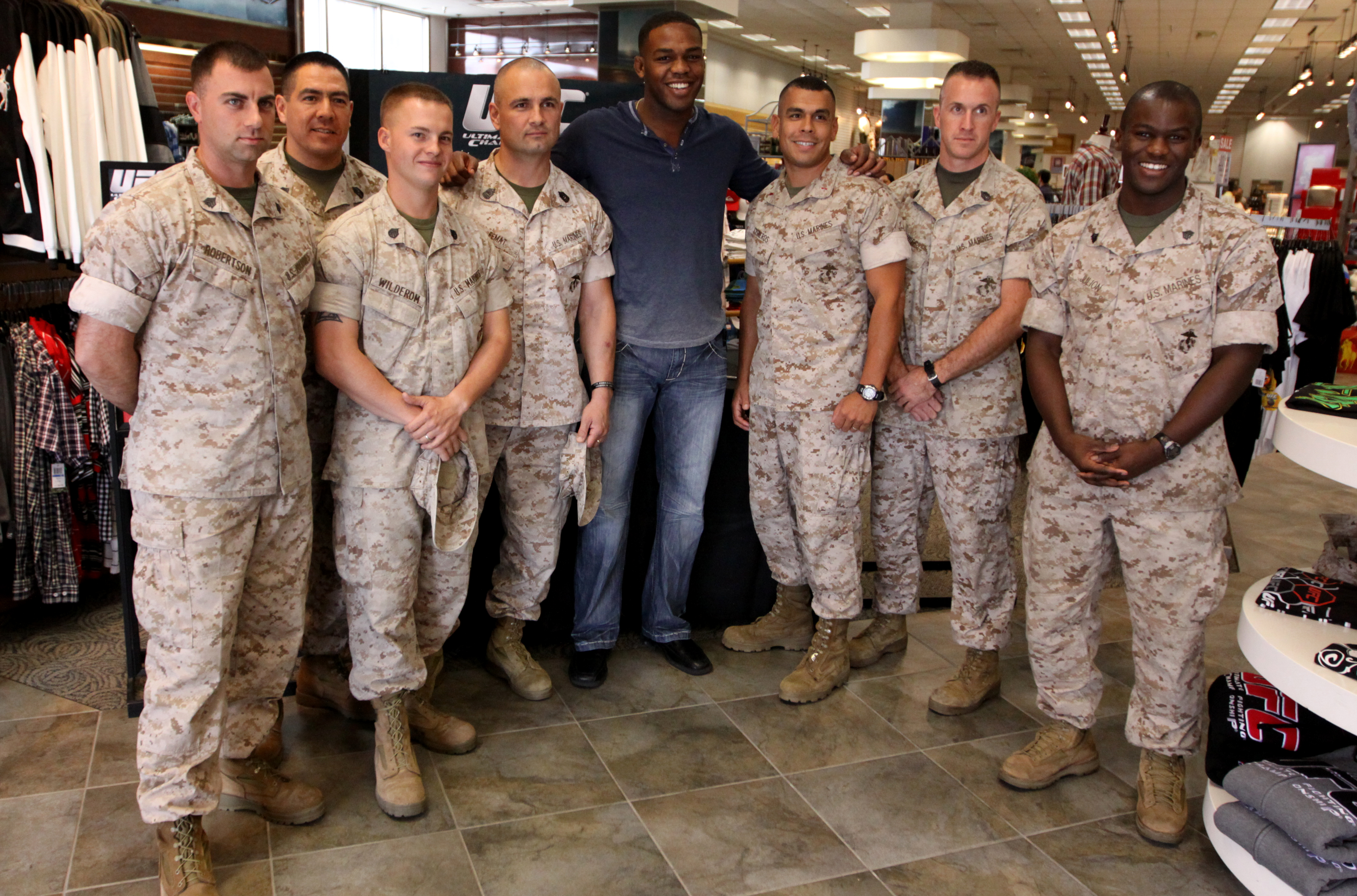
Jon Jones pozuje z żołnierzami piechoty morskiej w Camp Pendleton w 2010 roku.

Jones wyróżnia się dużą zdolnością adaptacji i bezbłędną techniką w klatce. Został opisany jako "jeden z najbardziej dynamicznych, innowacyjnych i stale rozwijających się zawodników w historii MMA"oraz "być może największy artysta sztuk walki, jaki kiedykolwiek wszedł do oktagonu". Jones wykorzystuje swój wielki zasięg i defensywne zapasy do zadawania ciosów w kreatywnym, nieortodoksyjnym stylu.
Stosuje zróżnicowaną technikę kopnięć, preferując kopnięcia frontalne na korpus i głowę, kopnięcia okrężne na nogi i górną część ciała oraz swoją najbardziej znaną technikę, "oblique kick", kontrowersyjny ruch, który celuje w kolano przeciwnika. Skośne kopnięcie było techniką spopularyzowaną przez Bruce'a Lee, którego Jones wymieniał jako inspirację. Jones doskonale radzi sobie również w klinczu, gdzie potrafi kontrolować ręce przeciwnika i punktować uderzeniami łokciami i kolanami. Na ziemi ma doskonałą kontrolę pozycji i umiejętność znajdowania okazji do zadawania ciosów i uderzeń łokciami.

## Życie prywatne
Jones i jego narzeczona Jessie mają trzy córki: Leah, urodzoną w 2008 roku, Carmen Nicole Jones, urodzoną w 2009 roku oraz Olivię Haven urodzoną w 2013 roku. W wywiadzie z Joe Roganem z 1 grudnia 2016 roku, stwierdził, że ma cztery córki (w wieku 9, 8, 6 i 3), wskazując na córkę urodzoną przed Leah.
Jest chrześcijaninem.

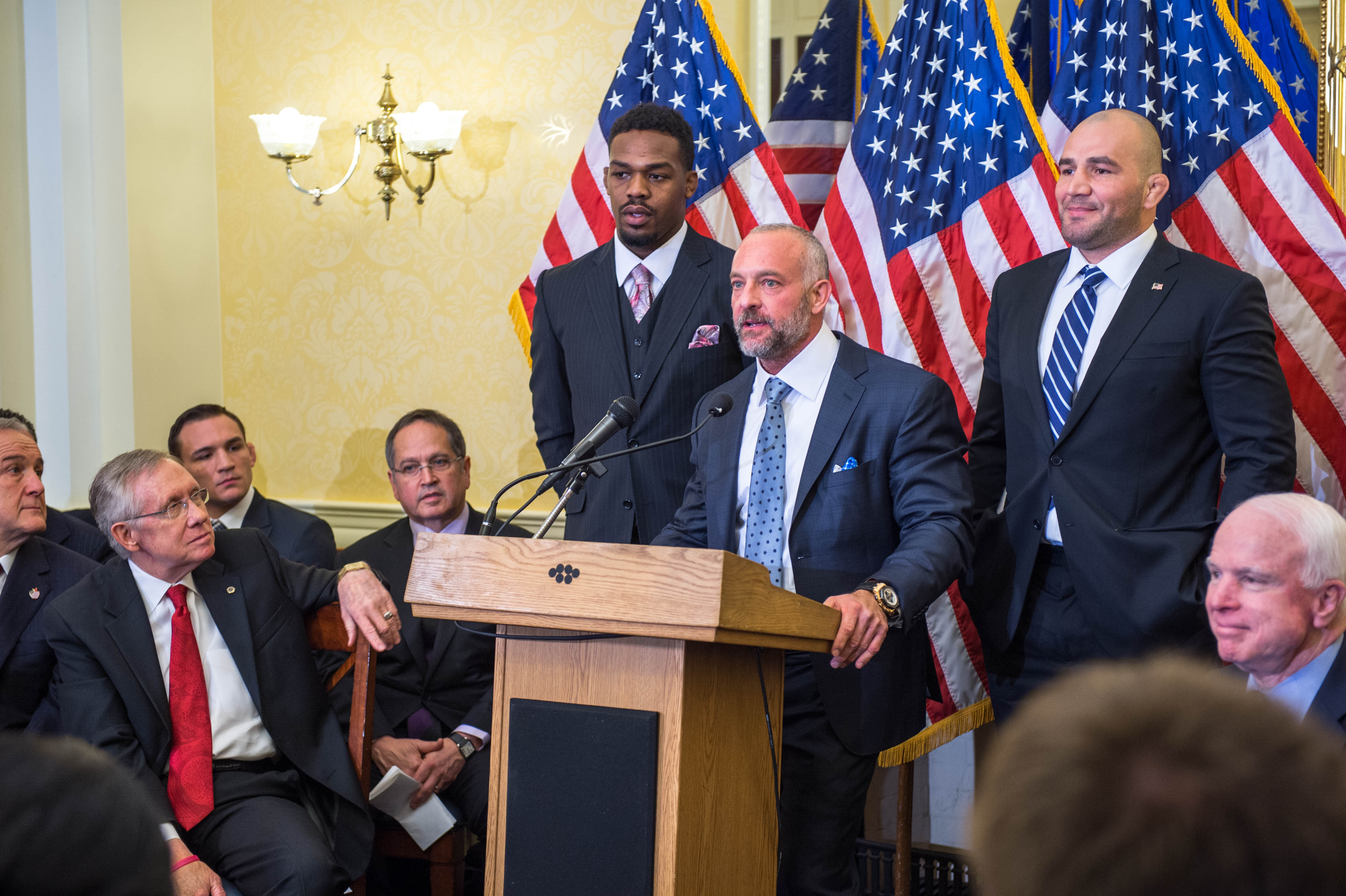
Jon Jones z Lorenzo Fertitta i Gloverem Teixeirą na wydarzeniu w Senacie USA w 2014 roku.

19 marca 2011 roku był w drodze do Great Falls Historic Park w Paterson, gdzie planował medytować kilka godzin przed walką z Maurício  "Shogun" Rua na UFC 128. Towarzyszyli mu jego trenerzy Mike Winkeljohn i Greg Jackson. Kiedy kierowca przygotowywał się do odjazdu, Jones zauważył starszą parę, która krzyczała o pomoc. Kobieta poinformowała Winkeljohna, że jakiś mężczyzna wybił szybę w jej samochodzie i uciekł z jej GPS-em. Jones, wraz ze swoimi dwoma trenerami, gonił złodzieja, złapał go i poturbował, a następnie przytrzymał do czasu przybycia policji.
8 sierpnia 2012 roku został pierwszym zawodnikiem mieszanych sztuk walki sponsorowanym przez Nike na skalę międzynarodową. Jest również pierwszym zawodnikiem MMA, który posiada własną linię obuwia i pierwszym zawodnikiem MMA, który reprezentuje Gatorade i MuscleTech w oktagonie. 16 grudnia 2014 roku ogłosił, że podpisał umowę sponsorską z firmą Reebok, jednakże, 29 kwietnia 2015 roku, Reebok zakończył ich sponsoring po tym, jak Jones uczestniczył w incydencie potrącenia i ucieczki z miejsca wypadku. Dzień później, Jones również stracił sponsora z MuscleTech.

## Kontrowersje

### Palce w oczy
Był krytykowany za wielokrotne wkładanie palców w oczy przeciwników. W kwietniu 2014, odpowiadając na krytykę, opublikował film na Instagramie, w którym wyśmiał zarzuty. Prezydent UFC Dana White zapytany o kontrowersje stwierdził, że „muszą skończyć z takimi rzeczami”. W innym wywiadzie zauważył, że w walce z Gloverem Teixeirą, po tym jak Jones został ostrzeżony o tym zachowaniu, był bardziej ostrożny, aby uniknąć jakichkolwiek uderzeń w oczy przez resztę pojedynku.

### Walka z Danielem Cormierem
4 sierpnia 2014 podczas wydarzenia promocyjnego przez UFC 178 Jones i Daniel Cormier krótko starli się podczas staredownu na scenie. Obaj zawodnicy byli powstrzymywani przez trenerów i organizatorów imprezy. Szef działu prawnego UFC Kirk Hendrick powiedział, że wyciągnie konsekwencje od obu sportowców. Nevada State Athletic Commission zażądała kopii wideo z tego starcia. 23 września 2014 Jones został ukarany grzywną w wysokości 50 tys. dolarów oraz nakazem odbycia 40 godzin prac społecznych. Podczas przesłuchania dyscyplinarnego twierdził, że stracił sześciocyfrową umowę z firmą Nike, ale później przyznał się do sfabrykowania tego oświadczenia.

### Skazanie za potrącenie i ucieczkę z miejsca wypadku
27 kwietnia 2015 policja w Albuquerque, w stanie Nowy Meksyk podała, że Jones był poszukiwany w związku z potrąceniem i ucieczką z miejsca zdarzenia wczesnym rankiem poprzedniego dnia. Jonesowi zarzucono, że przejechał na czerwonym świetle i rozbił swój wypożyczony samochód w kolizji z dwoma innymi pojazdami, po czym rzekomo uciekł z miejsca wypadku pieszo, pozostawiając ranną ciężarną kobietę w innym pojeździe. Świadkiem zdarzenia był policjant po służbie, który zidentyfikował podejrzanego jako Afroamerykanina, ubranego w białą koszulę i ciemne spodnie, którego uważał za Jonesa. Według świadków, mężczyzna opisany jako Jones następnie wrócił na miejsce zdarzenia, aby zabrać gotówkę z pojazdu przed ponowną ucieczką. Dokumenty znalezione w wypożyczonym samochodzie były na nazwisko Jonathan Jones. Wewnątrz srebrnego SUV-a Buicka, stróże prawa w środku znaleźli fajkę z marihuaną. Choć Jones początkowo był poszukiwany w związku z przesłuchaniem, które mogło skutkować zwykłym wykroczeniem, jego zarzuty zostały podniesione do przestępstwa za zranienie osoby i umyślne opuszczenie terenu. Wydano nakaz aresztowania Jonesa, a pomiędzy organami ścigania a prawnikami Jonesa zostały poczynione ustalenia dotyczące wydania. Tego wieczoru Jones zgłosił się na policję w Albuquerque. Późnym wieczorem wpłacił kaucję w wysokości 2,5 tys. dolarów i opuścił areszt. 28 kwietnia podczas rozprawy sądowej nie przyznał się do winy. Sędzia zniósł wszelkie ograniczenia w podróżowaniu, a Jonesowi pozwolono pozostać na wolności, o ile pozostanie w kontakcie ze swoim adwokatem i będzie przestrzegał pewnych warunków. Prezydent UFC Dana White udał z Las Vegas do Nowego Meksyku, aby osobiście spotkać się z Jonesem. Tego samego dnia organizacja pozbawiła Jonesa tytułu, usunęła go z oficjalnych rankingów i zawiesiła na czas nieokreślony. W wydanym tego dnia oświadczeniu UFC poinformowało, że Jones został pozbawiony pasa za złamanie zasad Athlete Code of Conduct Policy. Jones przeprosił fanów na Twitterze.
29 września 2015 przyznał się do winy za opuszczenie miejsca wypadku, a następnie został skazany na do 18 miesięcy nadzoru kuratora. Był upoważniony do podróżowania w celach związanych z pracą. Spełnił wszystkie warunki, w tym 72 odrębne wystąpienia na cele charytatywne lub na rzecz młodzieży, unikając tym samym wpisania do rejestru karnego zarzutu popełnienia przestępstwa. W wywiadzie z grudnia 2016 przyznał, że uciekł z miejsca wypadku i nie sprawdził, co się stało z pasażerem drugiego pojazdu.

### Inne problemy prawne
Wczesnym rankiem 19 maja 2012 wjechał swoim Bentleyem Continental GT w słup w Binghamton, w stanie Nowy Jork. Został aresztowany za jazdę pod wpływem i został zwolniony za kaucją przez swoją matkę. Przyznał się do winy w związku z zarzutami DUI i został zobowiązany do zapłacenia 1 tys. dolarów grzywny, zainstalowania blokad alkoholowych we wszystkich swoich pojazdach, ukończenia kursu dla ofiar, oraz miał zawieszone prawo jazdy na sześć miesięcy.
21 lipca 2019 poinformowano, że Jones został oskarżony o pobicie za rzekomy incydent w kwietniu 2019 z udziałem kelnerki w klubie ze striptizem w Albuquerque. Kelnerka twierdziła, że Jones spoliczkował ją, przytrzymał i pocałował w szyję, a także dotykał jej po tym, jak prosiła go, by przestał. Rozprawa ławy przysięgłych w tej sprawie odbyła się 26 września 2019, Jones przyznał się do zarzutów bez zarzutu i otrzymał 90-dniowy odroczony wyrok. Jak wynika z dokumentu sądowego, został on również zobowiązany do uiszczenia kosztów sądowych podczas okresu próbnego bez nadzoru.
26 marca 2020 w godzinach porannych Jones został aresztowany w Albuquerque. Według raportów policyjnych, funkcjonariusz policji w tym mieście usłyszał coś, co brzmiało jak wystrzał z broni palnej i po dalszym dochodzeniu zauważył czarnego Jeepa z Jonesem na miejscu kierowcy. Po zauważeniu oznak odurzenia funkcjonariusz przeprowadził test trzeźwości, którego Jones nie przeszedł. Jones został również poddany badaniu alkomatem, które wykazało ponad dwukrotne przekroczenie dopuszczalnego limitu alkoholu we krwi. Policja przeszukała samochód Jonesa, aresztując go za DWI i znalazła częściowo opróżnioną butelkę Recuerdo Mezcal oraz czarny pistolet pod siedzeniem kierowcy. Jones został aresztowany na miejscu zdarzenia i przewieziony do więzienia w Bernalillo County. Jones został oskarżony o agresywne DWI, niedbałe użycie broni palnej, posiadanie otwartego pojemnika i jazdę bez dowodu ubezpieczenia. 31 marca ogłoszono, że Jones przyznał się do winy w związku z zarzutem DWI, po tym jak zaakceptował ugodę, w której pozostałe zarzuty miały zostać wycofane. Został skazany na cztery dni aresztu domowego, rok nadzoru kuratorskiego, minimum 90 dni terapii ambulatoryjnej oraz 48 godzin prac społecznych.
W dniu 24 września 2021 został aresztowany w Las Vegas pod zarzutem domowej przemocy, wykroczenia i uszkodzenia mienia. Do zdarzenia doszło w hotelu, a policja interweniowała około godziny 6 rano.

## Osiągnięcia i nagrody

### Mieszane sztuki walki
- United States Kickboxing Association
  - 2008: mistrz USKBA w wadze półciężkiej
- Ultimate Fighting Championship
  - 2011-2015: mistrz UFC w wadze półciężkiej (8 obron tytułu)[20][32]
  - 2016-: tymczasowy mistrz UFC w wadze półciężkiej[34]
  - 2017: mistrz UFC w wadze półciężkiej[38][42]
  - 2018-2020: mistrz UFC w wadze półciężkiej[45][54]
  - 2023-2025: mistrz UFC w wadze ciężkiej[3][4]
- Sherdog
  - 2009: Przełomowy zawodnik roku[100]
  - 2010: Nagroda Pierwszy zespół All-Violence 2010[101]
  - 2011: Nagroda Pierwszy zespół All-Violence 2011[102]
  - 2011: Pobicie roku 2011 za zwycięstwo nad Maurício Ruą[103]
  - 2011: Zawodnik roku[104]
  - 2012: Nagroda Pierwszy zespół All-Violence 2012[105]
  - 2013: Nagroda Pierwszy zespół All-Violence 2013[106]
  - 2013: Walka roku (vs Alexander Gustafsson) (UFC 165)[107]
  - 2013: Powracający zawodnik roku[108]
  - Galeria sławy MMA[109]
- World MMA Awards
  - 2010: Przełomowy zawodnik roku[110]
  - 2011: Zawodnik Roku[111]
  - 2012: Zawodnik Roku[112]
  - 2013: Walka roku vs. Alexander Gustafsson na UFC 165[113]
- CombatPress.com
  - 2018: Największa historia roku
- MMA Fighting
  - 2013: Walka roku (vs Alexander Gustafsson) (UFC 165)[114]
- MMAInsider.net
  - 2013: Walka roku (vs Alexander Gustafsson) (UFC 165)[115]
- FoxSports.com
  - 2013: Walka roku (vs Alexander Gustafsson) (UFC 165)[116]
- Yahoo! Sports
  - 2013: Walka roku (vs Alexander Gustafsson) (UFC 165)[117]

### Zapasy
- National Junior College Athletic Association[118]
  - 2006: NJCAA All-American
  - 2006: NJCAA Junior Collegiate Championship – 1. miejsce

## Lista zawodowych walk w MMA
| Wynik      | Bilans   | Przeciwnik (bilans przed walką) | Rozstrzygnięcie                                                 | Runda | Czas | Gala                            | Data       | Miejsce       | Uwagi |
| ---------- | -------- | ------------------------------- | --------------------------------------------------------------- | ----- | ---- | ------------------------------- | ---------- | ------------- | --- |
| Wygrana    | 28-1 (1) | Stipe Miocic (20-4)             | TKO (kopnięcie obrotowe na korpus i ciosy pięściami w parterze) | 3     | 4:29 | UFC 309                         | 16.11.2024 | Nowy Jork     | Obronił pas mistrzowski UFC w wadze ciężkiej. Bonus za występ wieczoru. Main Event |
| Wygrana    | 27-1 (1) | Ciryl Gane (11-1)               | Poddanie (duszenie gilotynowe)                                  | 1     | 2:04 | UFC 285                         | 04.03.2023 | Las Vegas     | Zdobył wakujący pas mistrzowski UFC w wadze ciężkiej. Bonus za występ wieczoru. Main Event |
| Wygrana    | 26-1 (1) | Dominick Reyes (12-0)           | Decyzja (jednogłośna)                                           | 5     | 5:00 | UFC 247                         | 08.02.2020 | Houston       | Obronił pas mistrzowski UFC w wadze półciężkiej. Nagroda za 8 najlepszą walkę roku 2020. Main Event |
| Wygrana    | 25-1 (1) | Thiago Santos (21-6)            | Decyzja (niejednogłośna)                                        | 5     | 5:00 | UFC 239                         | 06.07.2019 | Las Vegas     | Obronił pas mistrzowski UFC w wadze półciężkiej. Main Event |
| Wygrana    | 24-1 (1) | Anthony Smith (32-13)           | Decyzja (jednogłośna)                                           | 5     | 5:00 | UFC 235                         | 02.03.2019 | Las Vegas     | Obronił pas mistrzowski UFC w wadze półciężkiej. Jonsowi zostały odjęte dwa punkty w rundzie 4 po kopnięciu nielegalnego kolana, Main Event                                                            |
| Wygrana    | 23-1 (1) | Alexander Gustafsson (18-4)     | KO (ciosy pięściami)                                            | 3     | 2:02 | UFC 232                         | 29.12.2018 | Las Vegas     | Zdobył pas mistrzowski UFC w wadze półciężkiej. Main Event |
| No contest | 22-1 (1) | Daniel Cormier (19-1)           | Zmiana wyniku walki przez Komisję Sportową Stanu Kalifornia     | 3     | 3:01 | UFC 214                         | 29.07.2017 | Anaheim       | Walka o pas mistrzowski UFC w wadze półciężkiej. Początkowo zwycięstwo Jonesa przez KO, W związku z pozytywnym wynikiem antydopingowym po gali, wynik walki zmieniono na no contest. Main Event        |
| Wygrana    | 22-1     | Ovince Saint Preux (19-7)       | Decyzja (jednogłośna)                                           | 5     | 5:00 | UFC 197                         | 23.04.2016 | Las Vegas     | Zdobył tymczasowy pas mistrzowski UFC w wadze półciężkiej. Jones został pozbawiony tytułu po pozytywnym wyniku testów na klomifen i letrozol przed walką unifikacyjną z Danielem Cormierem. Main Event |
| Wygrana    | 21-1     | Daniel Cormier (15-0)           | Decyzja (jednogłośna)                                           | 5     | 5:00 | UFC 182                         | 03.01.2015 | Las Vegas     | Obronił pas mistrzowski UFC w wadze półciężkiej. Bonus za walkę wieczoru. Main Event |
| Wygrana    | 20-1     | Glover Teixeira (22-2)          | Decyzja (jednogłośna)                                           | 5     | 5:00 | UFC 172                         | 26.04.2014 | Baltimore     | Obronił pas mistrzowski UFC w wadze półciężkiej. Main Event |
| Wygrana    | 19-1     | Alexander Gustafsson (15-1)     | Decyzja (jednogłośna)                                           | 5     | 5:00 | UFC 165                         | 21.09.2013 | Toronto       | Obronił pas mistrzowski UFC w wadze półciężkiej. Bonus za walkę wieczoru. Main Event |
| Wygrana    | 18-1     | Chael Sonnen (28-12-1)          | TKO (ciosy pięściami i łokciami)                                | 1     | 4:33 | UFC 159                         | 27.04.2013 | Newark        | Obronił pas mistrzowski UFC w wadze półciężkiej. Main Event |
| Wygrana    | 17-1     | Vitor Belfort (21-9)            | Poddanie (klucz na rękę)                                        | 4     | 0:54 | UFC 152                         | 22.09.2012 | Toronto       | Obronił pas mistrzowski UFC w wadze półciężkiej. Bonus za poddanie wieczoru. Main Event |
| Wygrana    | 16-1     | Rashad Evans (17-1-1)           | Decyzja (jednogłośna)                                           | 5     | 5:00 | UFC 145                         | 21.04.2012 | Atlanta       | Obronił pas mistrzowski UFC w wadze półciężkiej. Main Event |
| Wygrana    | 15-1     | Lyoto Machida (17-2)            | Techniczne poddanie (duszenie gilotynowe)                       | 2     | 4:26 | UFC 140                         | 10.12.2011 | Toronto       | Obronił pas mistrzowski UFC w wadze półciężkiej. Bonus za walkę wieczoru. Main Event |
| Wygrana    | 14-1     | Quinton Jackson (32-8)          | Poddanie (duszenie zza pleców)                                  | 4     | 1:14 | UFC 135                         | 24.09.2011 | Denver        | Obronił pas mistrzowski UFC w wadze półciężkiej. Bonus za walkę wieczoru. Main Event |
| Wygrana    | 13-1     | Maurício Rua (19-4)             | TKO (ciosy pięściami i uderzenie kolanami)                      | 3     | 2:23 | UFC 128                         | 19.03.2011 | Newark        | Zdobył pas mistrzowski UFC w wadze półciężkiej. Main Event |
| Wygrana    | 12-1     | Ryan Bader (12-0)               | Poddanie (duszenie gilotynowe)                                  | 2     | 4:20 | UFC 126                         | 05.02.2011 | Las Vegas     | Bonus za poddanie wieczoru. |
| Wygrana    | 11-1     | Uładzymir Maciuszenko (24-4)    | TKO (uderzenia łokciami)                                        | 1     | 1:52 | UFC Live: Jones vs. Matyushenko | 01.08.2010 | San Diego     | Main Event |
| Wygrana    | 10-1     | Brandon Vera (11-4)             | TKO (uderzenia łokciami i ciosy pięściami)                      | 1     | 3:19 | UFC Live: Vera vs. Jones        | 21.03.2010 | Las Vegas     | Bonus za nokaut wieczoru. Main Event |
| Przegrana  | 9-1      | Matt Hamill (6-2)               | Dyskwalifikacja (nielegalne łokcie)                             | 1     | 4:14 | The Ultimate Fighter 10 Finale  | 05.12.2009 | Las Vegas     | Co-Main Event |
| Wygrana    | 9-0      | Jake O’Brien (11-2)             | Poddanie (duszenie gilotynowe)                                  | 2     | 2:43 | UFC 100                         | 11.07.2009 | Las Vegas     | |
| Wygrana    | 8-0      | Stephan Bonnar (12-4)           | Decyzja (jednogłośna)                                           | 3     | 5:00 | UFC 94                          | 31.01.2009 | Las Vegas     | |
| Wygrana    | 7-0      | Andre Gusmao (5-0)              | Decyzja (jednogłośna)                                           | 3     | 5:00 | UFC 87                          | 09.08.2008 | Minneapolis   | Debiut w UFC. |
| Wygrana    | 6-0      | Moises Gabin (2-1)              | TKO (ciosy pięściami)                                           | 2     | 1:58 | Battle Cage Xtreme 5            | 12.07.2008 | Atlantic City | Zdobył pas mistrzowski USKBA w wadze półciężkiej. |
| Wygrana    | 5-0      | Parker Porter (2-0)             | KO (cios pięścią)                                               | 1     | 0:36 | World Championship Fighting 3   | 20.06.2008 | Wilmington    | |
| Wygrana    | 4-0      | Ryan Verrett (1-3)              | KO (ciosy pięściami)                                            | 1     | 0:14 | USFL: War in the Woods 3        | 09.05.2008 | Ledyard       | |
| Wygrana    | 3-0      | Anthony Pina (0-0)              | Poddanie (duszenie gilotynowe)                                  | 1     | 1:15 | Ice Fighter                     | 25.04.2008 | Worcester     | |
| Wygrana    | 2-0      | Carlos Eduardo (2-1)            | KO (ciosy pięściami)                                            | 3     | 0:24 | Battle Cage Xtreme 4            | 19.04.2008 | Atlantic City | Debiut w wadze półciężkiej. |
| Wygrana    | 1-0      | Brad Bernard (0-1)              | TKO (ciosy pięściami)                                           | 1     | 1:32 | FFP: Untamed 20                 | 12.04.2008 | Boxborough    | |